# Manuel Riemann
Manuel Riemann (Mühldorf am Inn, 9 settembre 1988) è un calciatore tedesco, portiere del Paderborn.

## Carriera
È cresciuto nel settore giovanile del Wacker Burghausen.

## Palmarès

### Club

#### Competizioni nazionali
- Campionato tedesco di seconda divisione: 1

Bochum: 2020-2021